# Olympische Sommerspiele 1972/Leichtathletik – Stabhochsprung (Männer)
Der Stabhochsprung der Männer bei den Olympischen Spielen 1972 in München wurde am 1. und 2. September 1972 im Olympiastadion München ausgetragen. 21 Athleten nahmen teil.
Olympiasieger wurde Wolfgang Nordwig aus der DDR Die Silbermedaille gewann der US-amerikanische Olympiasieger von 1968 Bob Seagren, Bronze ging an dessen Landsmann Jan Johnson.
Für die Bundesrepublik Deutschland – offiziell Deutschland – starteten Reinhard Kuretzky und Volker Ohl, die beide das Finale erreichten. Kuretzky wurde Vierter, Ohl Sechster.

Für die DDR nahmen außer Olympiasieger Wolfgang Nordwig keine weiteren Stabhochspringer teil.

Springer aus der Schweiz, Österreich und Liechtenstein nahmen nicht teil.

## Rekorde

### Bestehende Rekorde
| Weltrekord         | 5,63 m | Bob Seagren ( USA)                  | Eugene, USA                    | 2. Juli 1972     |
| Olympischer Rekord | 5,40 m | Bob Seagren ( USA)                  | Finale OS Mexiko-Stadt, Mexiko | 16. Oktober 1968 |
| Olympischer Rekord | 5,40 m | Claus Schiprowski ( BR Deutschland) | Finale OS Mexiko-Stadt, Mexiko | 16. Oktober 1968 |
| Olympischer Rekord | 5,40 m | Wolfgang Nordwig ( DDR)             | Finale OS Mexiko-Stadt, Mexiko | 16. Oktober 1968 |

### Rekordegalisierungen / -verbesserungen
Der bestehende olympische Rekord wurde im Finale am 2 September zunächst zweimal egalisiert und anschließend zweimal gesteigert:
- 5,40 m (egalisiert) – Wolfgang Nordwig (DDR), zweiter Versuch
- 5,40 m (egalisiert) – Bob Seagren (USA), dritter Versuch
- 5,45 m – Wolfgang Nordwig (DDR), erster Versuch
- 5,50 m – Wolfgang Nordwig (DDR), dritter Versuch

## Durchführung des Wettbewerbs
Die Springer traten am 1. September in zwei Gruppen zu einer Qualifikationsrunde an. Zehn von ihnen – hellblau unterlegt – meisterten die direkte Finalqualifikationshöhe von 5,10 m. Damit war die Mindestanzahl von zwölf Finalteilnehmern nicht erreicht. Somit wurde das Finalfeld nach den nächstbesten Höhen auf zunächst zwölf Athleten aufgefüllt. Da die Fehlversuchsregel für die Finalqualifikation keine Anwendung fand, waren vier Wettbewerber – hellgrün unterlegt – mit übersprungenen 5,00 m gleichplatziert auf dem elften Rang. Somit bestritten vierzehn Sportler das am 2. September ausgetragene Finale.

## Zeitplan
1. September, 10:00 Uhr: Qualifikation

2. September, 13:00 Uhr: Finale
Die direkt qualifizierten Athleten sind hellblau unterlegt, die nachfolgenden Athleten unterlegt.

## Material-Kontroverse
Vor dem Wettbewerb in München bemühten sich mehrere europäische Verbände darum, dass die leichten neuen Stäbe aus den Vereinigten Staaten, sogenannte Katapultstäbe, nicht für die Olympischen Spiele zugelassen werden sollten, weil sie noch nicht lange genug auf dem Markt seien, als dass alle Olympiateilnehmer damit hätten trainieren können. Am 25. Juli 1972 erklärte die IAAF diese Stäbe für unzulässig. Die Karbonstäbe wurden nur von amerikanischen Sportlern, bzw. Sportlern, die in den USA trainierten, benutzt – hier vor allem betroffen der Schwede Kjell Isaksson. Die europäischen Athleten, insbesondere die Sportler aus Ost-Europa, hatten keinerlei Erfahrung mit den neuen Stäben. Der Hauptgrund in dem Verbot lag nicht in dem benutzten Material, sondern darin, dass diese Stäbe nicht für alle Teilnehmer in den letzten zwölf Monaten erhältlich waren.
Das Verbot wurde am 27. August von der IAAF aufgehoben. Die Aufhebung wurde jedoch am 30. August wieder rückgängig gemacht. Alle Karbonstäbe, die die Athleten nach München mitgebracht hatten, wurden eingezogen.

## Legende
Kurze Übersicht zur Bedeutung der Symbolik – so üblicherweise auch in sonstigen Veröffentlichungen verwendet:
| – | verzichtet   |
| o | übersprungen |
| x | ungültig     |

## Qualifikation
Datum: 1. September 1972, ab 10:00 Uhr

### Gruppe A

Kjell Isaksson, vor diesen Spielen einer der führenden Stabhochspringer der Olympiasaison, blieb in der Qualifikation auch aufgrund der Kontroverse um den Einsatz seines besonderen Stabs ohne gültigen Versuch

| Platz | Name                  | Nation         | 4,80 m | 5,00 m | 5,10 m | Höhe   |
| ----- | --------------------- | -------------- | ------ | ------ | ------ | ------ |
| 1     | Antti Kalliomäki      | Finnland       | –      | –      | o      | 5,10 m |
| 1     | Wolfgang Nordwig      | DDR            | –      | –      | o      | 5,10 m |
| 3     | Hervé d’Encausse      | Frankreich     | –      | o      | o      | 5,10 m |
| 4     | Bob Seagren           | USA            | –      | –      | xo     | 5,10 m |
| 5     | Hans Lagerqvist       | Schweden       | –      | o      | xo     | 5,10 m |
| 6     | Volker Ohl            | BR Deutschland | o      | o      | xo     | 5,10 m |
| 7     | Jan Johnson           | USA            | –      | xo     | xo     | 5,10 m |
| 8     | Christos Papanikolaou | Griechenland   | xxo    | xo     | xxx    | 5,00 m |
| 9     | Steve Smith           | USA            | xxo    | xxx    |        | 4,80 m |
| NM    | Renato Dionisi        | Italien        | xxx    |        |        | ogV    |
| NM    | Kjell Isaksson        | Schweden       | –      | xxx    |        | ogV    |

### Gruppe B
| Platz | Name                | Nation         | 4,80 m | 5,00 m | 5,10 m | Höhe   |
| ----- | ------------------- | -------------- | ------ | ------ | ------ | ------ |
| 1     | Bruce Simpson       | Kanada         | –      | o      | o      | 5,10 m |
| 2     | Reinhard Kuretzky   | BR Deutschland | o      | o      | o      | 5,10 m |
| 3     | François Tracanelli | Frankreich     | –      | –      | xo     | 5,10 m |
| 4     | Tadeusz Ślusarski   | Polen          | –      | o      | xxx    | 5,00 m |
| 5     | Wojciech Buciarski  | Polen          | –      | xo     | xxx    | 5,00 m |
| 6     | Ingemar Jernberg    | Schweden       | xo     | xxo    | xxx    | 5,00 m |
| 7     | Silvio Fraquelli    | Italien        | o      | xxx    |        | 4,80 m |
| 8     | Ray Boyd            | Australien     | xo     | xxx    |        | 4,80 m |
| 8     | Mike Bull           | Großbritannien | xo     | xxx    |        | 4,80 m |
| NM    | Kirk Bryde          | Kanada         | xxx    |        |        | ogV    |
| DNS   | Abass Goudiaby      | Senegal        |        |        |        |        |

## Finale
Datum: 2. September 1972, 13:00 Uhr
| Platz | Name                  | Nation         | 4,80 m | 5,00 m | 5,10 m | 5,20 m | 5,30 m | 5,35 m | 5,40 m  | 5,45 m | 5,50 m | 5,56 m | Endresultat | Anmerkung |
| ----- | --------------------- | -------------- | ------ | ------ | ------ | ------ | ------ | ------ | ------- | ------ | ------ | ------ | ----------- | --------- |
| 1     | Wolfgang Nordwig      | DDR            | –      | –      | o      | –      | xo     | o      | xo ORe  | o OR   | xxo OR | xxx    | 5,50 m      | OR        |
| 2     | Bob Seagren           | USA            | –      | –      | –      | o      | –      | o      | xxo ORe | xxx    |        |        | 5,40 m      |           |
| 3     | Jan Johnson           | USA            | –      | –      | –      | o      | –      | xo     | xxx     |        |        |        | 5,35 m      |           |
| 4     | Reinhard Kuretzky     | BR Deutschland | o      | xo     | xxo    | o      | o      | xxx    |         |        |        |        | 5,30 m      |           |
| 5     | Bruce Simpson         | Kanada         | –      | o      | xxo    | o      | xxx    |        |         |        |        |        | 5,20 m      |           |
| 6     | Volker Ohl            | BR Deutschland | –      | –      | xo     | o      | xxx    |        |         |        |        |        | 5,20 m      |           |
| 7     | Hans Lagerqvist       | Schweden       | –      | xo     | o      | o      | xxx    |        |         |        |        |        | 5,20 m      |           |
| 8     | François Tracanelli   | Frankreich     | –      | –      | o      | xxx    |        |        |         |        |        |        | 5,10 m      |           |
| 9     | Ingemar Jernberg      | Schweden       | –      | xxo    | xo     | xxx    |        |        |         |        |        |        | 5,10 m      |           |
| 10    | Wojciech Buciarski    | Polen          | –      | o      | xxx    |        |        |        |         |        |        |        | 5,00 m      |           |
| 11    | Christos Papanikolaou | Griechenland   | o      | o      | xxx    |        |        |        |         |        |        |        | 5,00 m      |           |
| NM    | Hervé d’Encausse      | Frankreich     | –      | –      | xxx    |        |        |        |         |        |        |        | ogV         |           |
| NM    | Antti Kalliomäki      | Finnland       | –      | –      | –      | xxx    |        |        |         |        |        |        | ogV         |           |
| NM    | Tadeusz Ślusarski     | Polen          | –      | xxx    |        |        |        |        |         |        |        |        | ogV         |           |

Die Stab-Kontroverse – s. o. – und das damit verbundene Verbot für die neuen Stäbe aus den USA hatte Auswirkungen auf den Wettkampf. Der in den USA trainierende Schwede Kjell Isaksson, der in den Wochen zuvor den Weltrekord sukzessive gesteigert hatte, bevor Bob Seagren ihn als Weltrekordinhaber wieder ablöste, brachte in der Qualifikation keinen gültigen Versuch zustande.
Der Kampf um die Medaillen begann im Finale bei 5,35 m. Vier Springer waren noch im Rennen: der US-amerikanische Olympiasieger von 1968 Bob Seagren, der Bronzemedaillengewinner von 1968 Wolfgang Nordwig aus der DDR, Jan Johnson, USA, und Reinhard Kuretzky, BR Deutschland. Nordwig und Seagren schafften die Höhe im ersten Versuch, Johnson im zweiten. Kuretzky scheiterte und schied aus. 5,40 m waren diesmal zu hoch für Jan Johnson, nur noch Nordwig und Seagren verblieben im Wettbewerb. Die Höhe von 5,40 m – und damit Egalisierung des olympischen Rekords – wurde von Nordwig im zweiten und von Seagren im dritten Versuch genommen. Nordwig überwand die nächste Höhe von 5,45 m mit seinem ersten Sprung, während Bob Seagren dreimal scheiterte. Wolfgang Nordwig gelang dann mit 5,50 m eine weitere Steigerung des Olympiarekords. Anschließend ließ er 5,56 m auflegen, konnte diese Höhe aber nicht mehr bewältigen.
Im siebzehnten olympischen Finale gewann erstmals ein Sportler, der nicht aus den USA stammte, den Stabhochsprung-

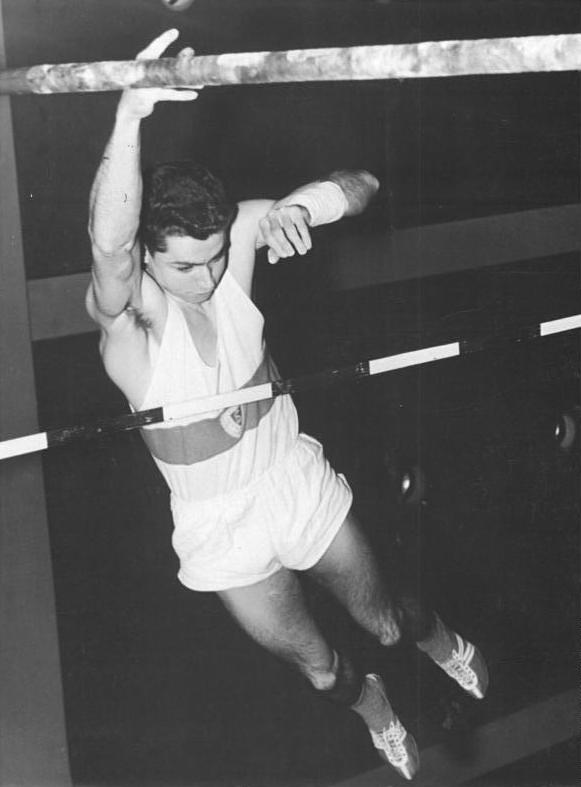
Wolfgang Norwig – nach Olympiabronze 1968 gab es nun Gold für ihn
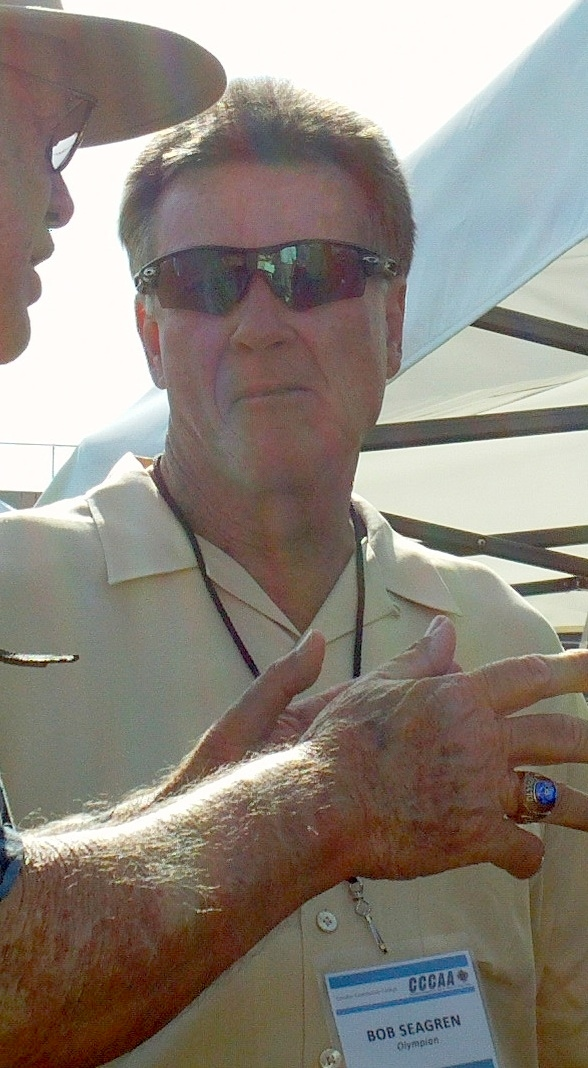
Der Weltrekordinhaber und Sieger von 1968 Bob Seagren (Foto: 2012) gewann diesmal Silber
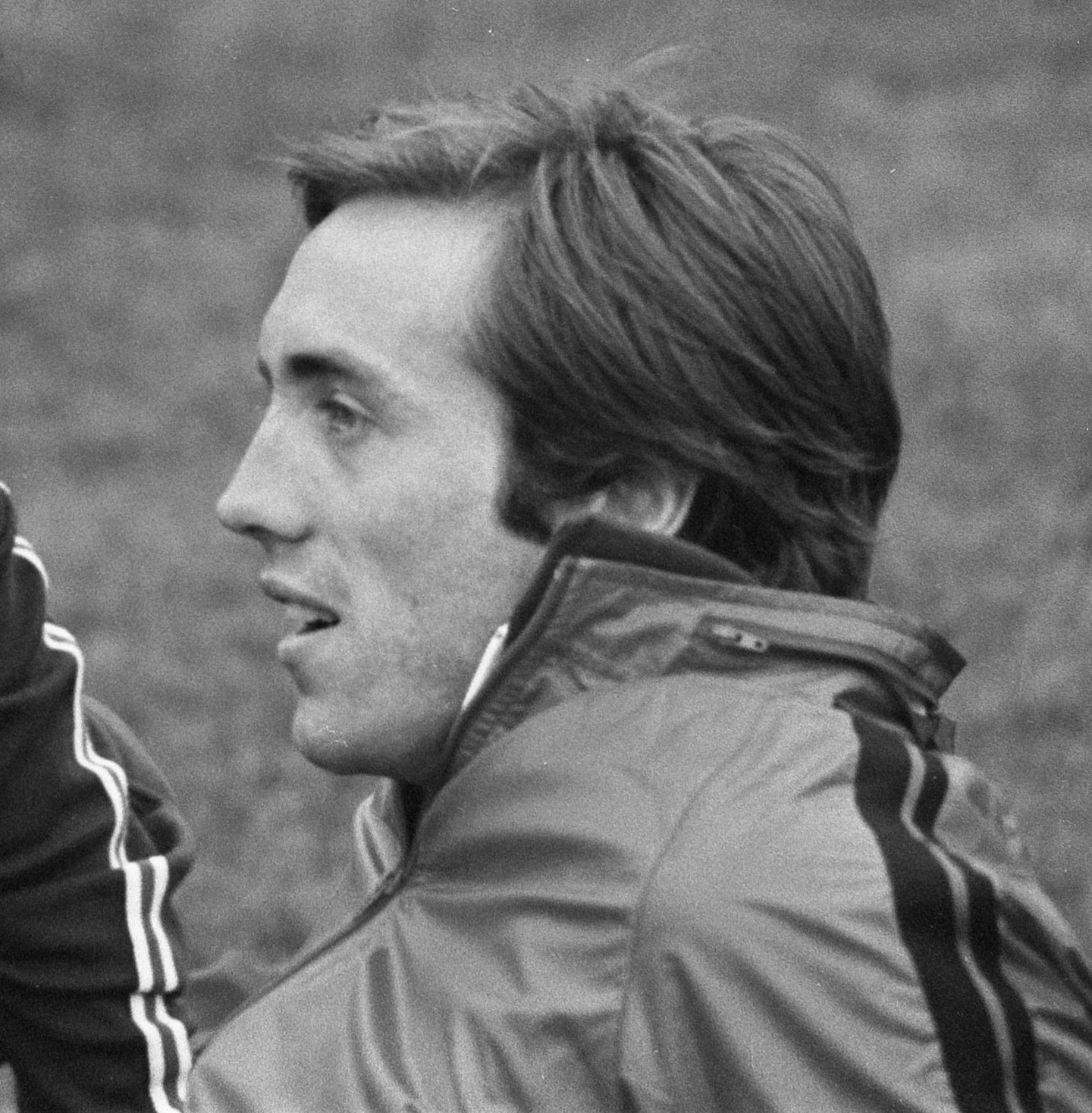
Der zehntplatzierte Wojciech Buciarski
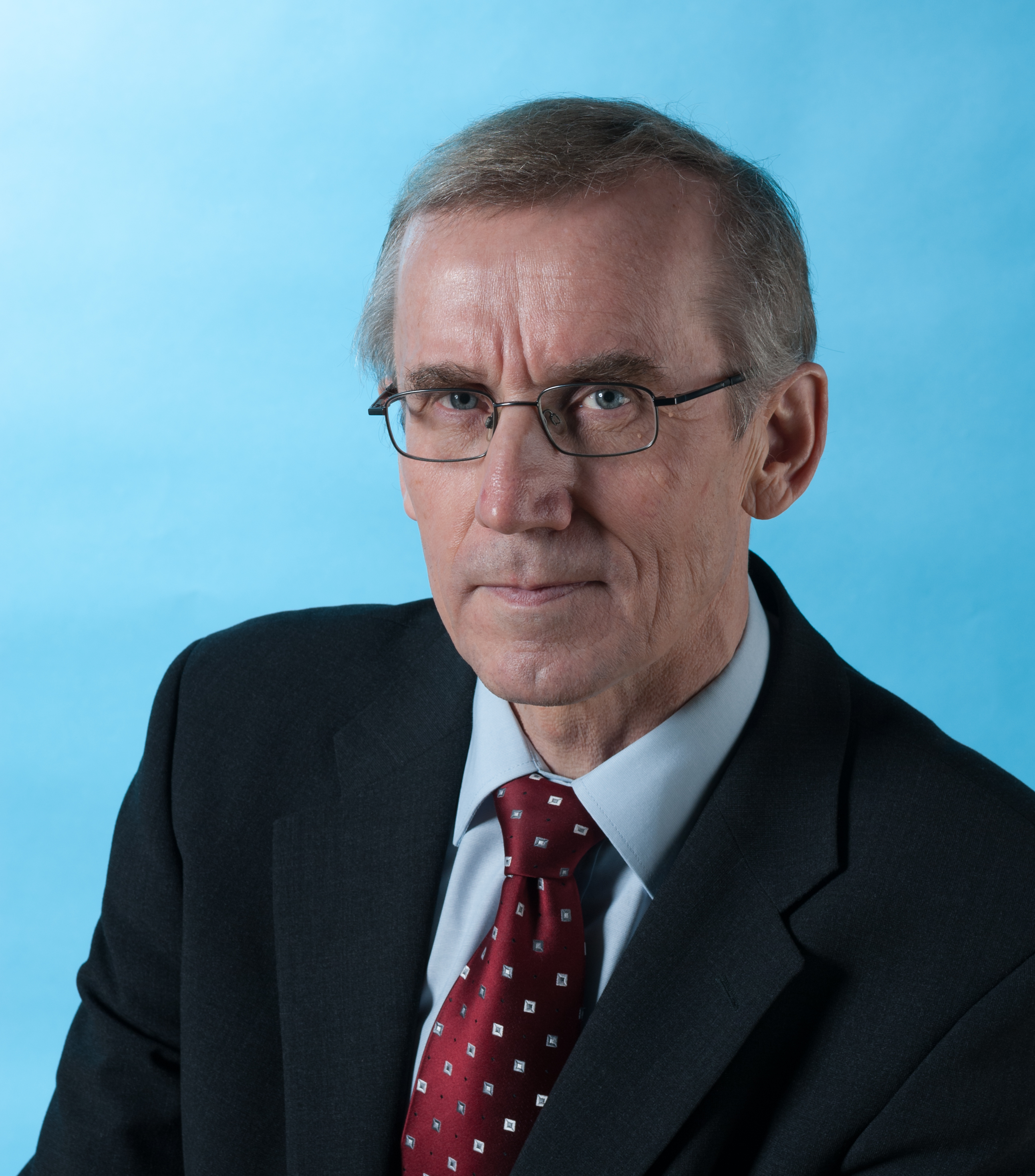
Antti Kalliomäki (Foto: 2007) war einer von drei Athleten, denen kein gültiger Sprung im Finale gelang

## Videolinks
- 1972 München Summer Olympic Games: Men's Pole Vault Final Round, youtube.com, abgerufen am 30. September 2021
- The Highest - Arthur Penn, Stabhochsprungimpressionen vom olympischen Finale 1972 in München, youtube.com, abgerufen am 29. November 2017